# 哈夫丹·汉森
哈夫丹·汉森（挪威語：Halfdan Hansen，1883年10月16日—1953年4月1日），挪威男子帆船运动员。他曾代表挪威参加1912年和1928年夏季奥林匹克运动会帆船比赛，其中1912年奥运会获得一枚金牌。